# Ménes-patak (Nógrád vármegye)
Az Ménes-patak a Cserhát északi részén ered, nem messze az országhatártól, Sóshartyán településtől délkeletre, Nógrád vármegyében, mintegy 270 méteres tengerszint feletti magasságban. A patak forrásától kezdve északnyugati, majd nyugati irányban halad, majd Szécsény város Pöstyénpuszta elnevezésű részénél, az országhatárnál éri el az Ipolyt.

## Mellékvízei
- Hagymás-patak

## Partmenti települések
- Sóshartyán
- Kishartyán
- Ságújfalu
- Karancsság
- Szalmatercs
- Piliny
- Endrefalva
- Ludányhalászi